# Egenutgivarna
Egenutgivarna är en intresseorganisation för alla som skriver och ger ut böcker i Sverige, oavsett om det sker som privatperson, via ett independentförlag eller genom ett bokutgivningsföretag. Egenutgivarnas syfte är att sprida information om att ge ut böcker, att höja profilen för egenutgivning, verka för bättre villkor och vara ett forum där medlemmar kan dela med sig till varandra av sina erfarenheter av bokutgivning. Föreningen bildades hösten 2011.

## Historia
Föreningen bildades av en grupp egenförläggare efter ett preliminärt möte på Bok- och biblioteksmässan 2011. Föreningens mål är att verka för stöd, information och spridning av medlemmarnas titlar och även utgöra ett forum för medlemmars utbyte av erfarenheter av bokutgivning. Den första ordföranden var Kristina Svensson. Året därpå medverkade föreningen på Bokmässan och har sedan dess medverkat i flera evenemang. Föreningens ordförande har senare medverkat (i egenskap som ordförande) som medlem i juryn till Selmapriset för egenutgivna författare. Tidningen Skriva använde 2014 föreningen Egenutgivarna som exempel på att egenutgivning blivit större.

## Organisation
Antalet medlemmar uppgår till närmare 200. Ordförande sedan 2019 är Yvette Lissman.